# Párizs császára
A Párizs császára (eredeti cím: L’Empereur de Paris) 2018-ban bemutatott francia bűnügyi film Jean-François Richet rendezésében. A főszereplők Vincent Cassel és Olha Kosztyantinyivna Kurilenko.
Premierje Franciaországban volt az Arras filmfesztiválon, 2018. november 3-án. Magyarországon 2018. december 20-án mutatták be.

## Rövid összefoglaló
Eugène-François Vidocq sok börtönt megjárt, az alvilágban a szabadulóművész becenevet adták neki. Most a piacon árul, de ráfognak egy gyilkosságot, ezért be kell bizonyítania, hogy nem ő volt a tettes. Ezután lepaktál a rendőrséggel, ő elhozza a gengsztereket cserébe pedig kegyelmet kap az összes régi bűne miatt.

## Szereposztás
| Szerep                        | Színész           | Magyar hangja (1. szinkron) |
| ----------------------------- | ----------------- | --------------------------- |
| Eugène-François Vidocq        | Vincent Cassel    | Fekete Ernő                 |
| Henry                         | Patrick Chesnais  | Harsányi Gábor              |
| Nathanaël                     | August Diehl      | Simon Kornél                |
| Bárónő                        | Olga Kurilenko    | Pikali Gerda                |
| Maillard                      | Denis Lavant      | Vida Péter                  |
| Annette                       | Freya Mavor       | Gáspár Kata                 |
| Dubillard                     | Denis Menochet    | Törköly Levente             |
| Melák                         | Jérôme Pouly      | Csuja Imre                  |
| Loic de Neufchâteau herceg    | James Thiérrée    | Sarádi Zsolt                |
| Joseph Fouché rendőrminiszter | Fabrice Luchini   | N/A                         |
| Charles                       | Némo Schiffman    | N/A                         |
| Bagnard                       | William Sciortino | N/A                         |